# L'uomo dal braccio d'oro (romanzo)
L'uomo dal braccio d'oro (The Man with the Golden Arm) è un romanzo di Nelson Algren pubblicato nel 1950. Nello stesso anno vinse la prima edizione del National Book Award.

## Trama
Il romanzo è ambientato a Chicago, negli anni '40, brulicante di disperati e delinquenti senza dimora. 
Frankie Machine, reduce di guerra e di galera, prevede le combinazioni di una partita a dadi meglio di una calcolatrice.
Il protagonista è un antieroe dei bassifondi che vivendo in questo contesto non ha alternative: sogna di suonare la batteria, ma la sua innata destrezza lo condanna a giocare col portafoglio degli ingenui, e successivamente a scivolare negli abissi della morfina, rimanendo incastrato nella rete dei ricatti della malavita.
Nemmeno Sophie, la giovane moglie, inchiodata a una sedia a rotelle e a un rancore verso il responsabile del suo stato cioè lui, può essere un conforto per Frankie Machine.
L'uomo dal braccio d'oro è un indimenticabile noir sociale, un classico della narrativa americana.

## Al cinema
Dal best seller è stato tratto nel 1955 l'omonimo film di Otto Preminger che ottenne tre nomination al Premio Oscar. Celeberrima la colonna sonora di Elmer Bernstein, la prima jazz composta per una pellicola.

## Edizioni
- Nelson Algren, L'uomo dal braccio d'oro, Net, 2003,  p. 450.